# Vagrant

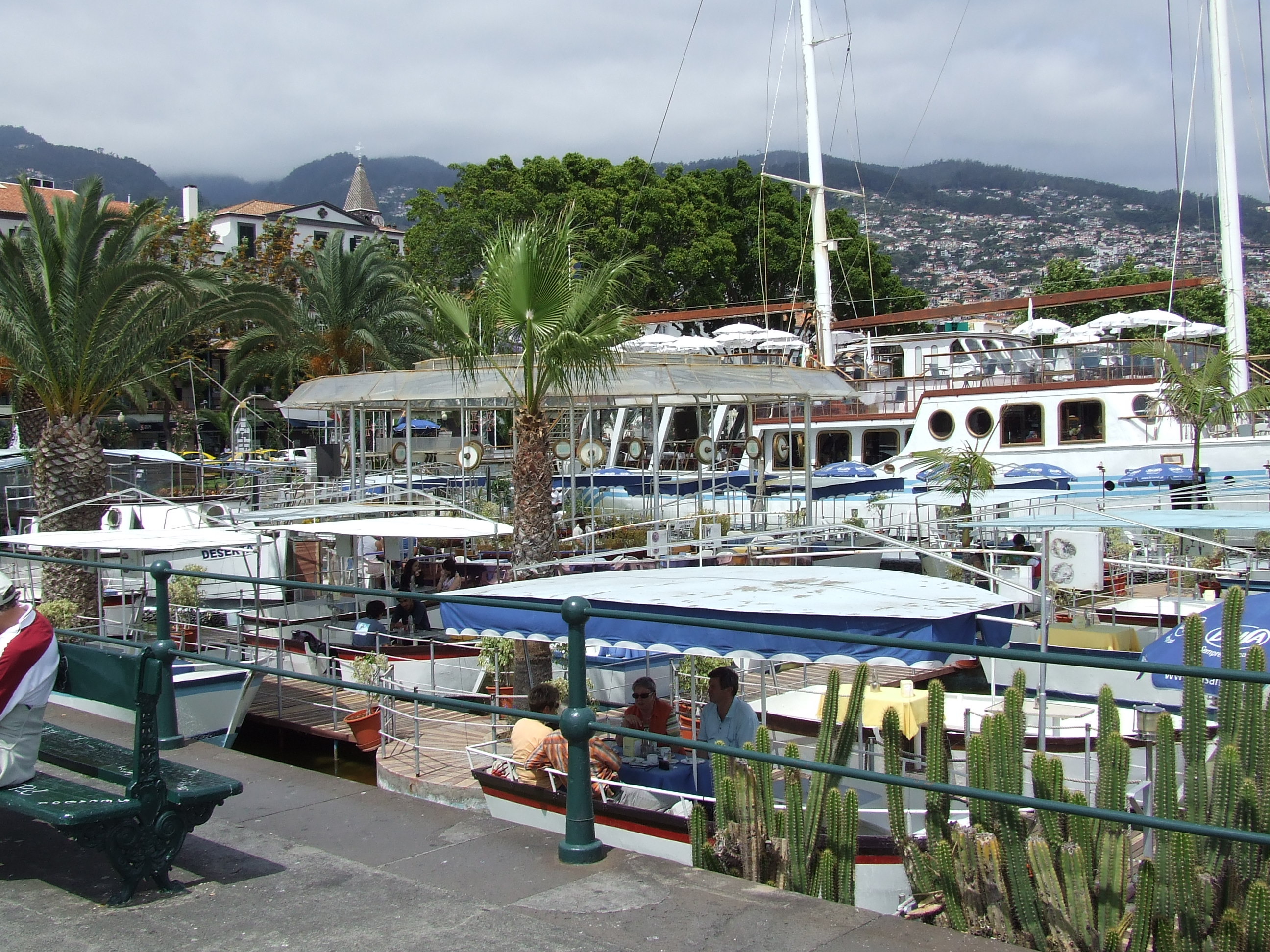
Vagrant na baía do Funchal (ao fundo)

Vagrant foi um iate e um restaurante português localizado na ilha da Madeira.

## Caraterísticas
O iate tinha 40 metros de comprimento e 8 metros de largura.

## História

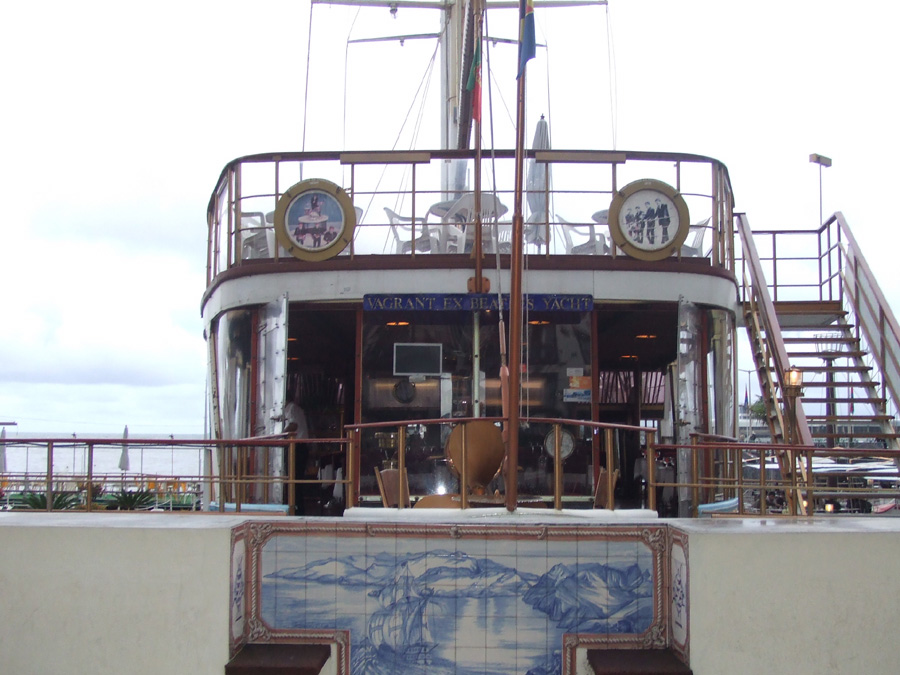
Vagrant visto da Avenida do Mar

O iate foi construído em 1941 por Hocare Vanderbilt, nos Estados Unidos, chegando a ser considerado um dos dez mais luxuosos do mundo. Em 1966, a embarcação é adquirida pelos Beatles, tendo, ao longo do tempo, também estado na posse de outras personalidades como o cantor Donovan e o magnata Goulandris.
Em 1977, sofre um acidente e fica encalhado na ilha de Gran Canária. Posteriormente, é adquirido por João Bartolomeu Faria, que o traz para a ilha da Madeira em 1979. Apesar de inicialmente apenas o querer restaurar de forma a poder ser usado para navegar novamente, Faria acaba por transformar a embarcação num restaurante, retirando-a do mar, e criando juntamente uma mini marina servindo como parte do complexo de restauração.
Com o temporal de 20 de fevereiro de 2010, o Governo Regional da Madeira decide renovar toda a zona envolvente à embarcação de forma a criar mais espaços verdes, tornando impossível a continuação do Vagrant no lugar onde se situava.
Apesar das contestações do proprietário, as autoridades madeirenses acabam por conseguir remover o barco que se encontrava estabilizado em terra. Após voltar a entrar em água, o barco acabou por ser rebocado para o porto do Caniçal, com o objetivo de posteriormente ser afundado e transformado em recife artificial na costa da Madeira.
Em dezembro de 2013, com um temporal que atingiu fortemente a costa sul da Madeira, o iate acabou por se afundar na baía do Caniçal permanecendo aí desde então.

## Galeria

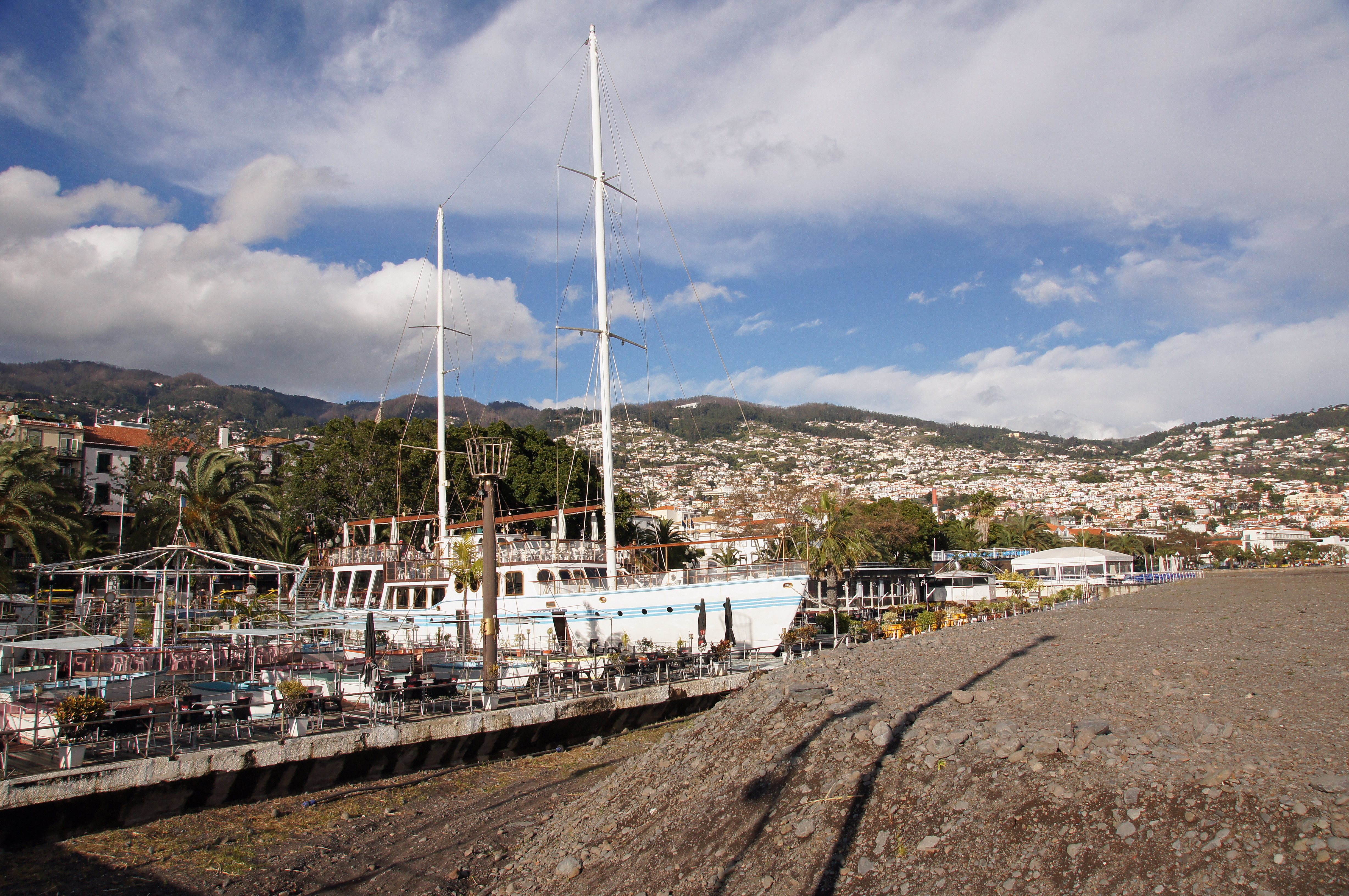
Vagrant e o complexo envolvente à esquerda, juntamente com o aterro de depósitos do temporal de 20 de fevereiro de 2010 à direita
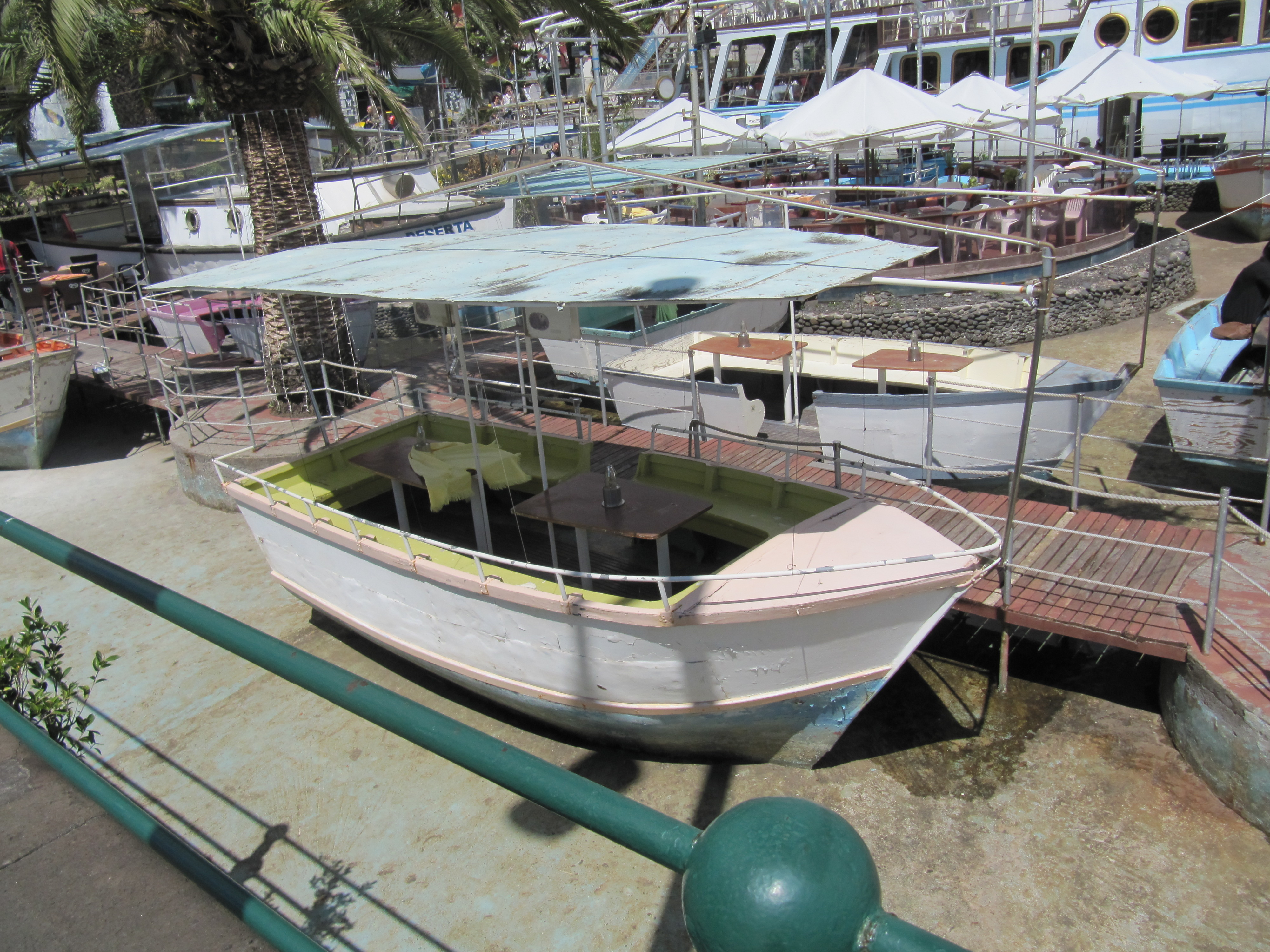
Canoa pertencente à mini marina do Vagrant
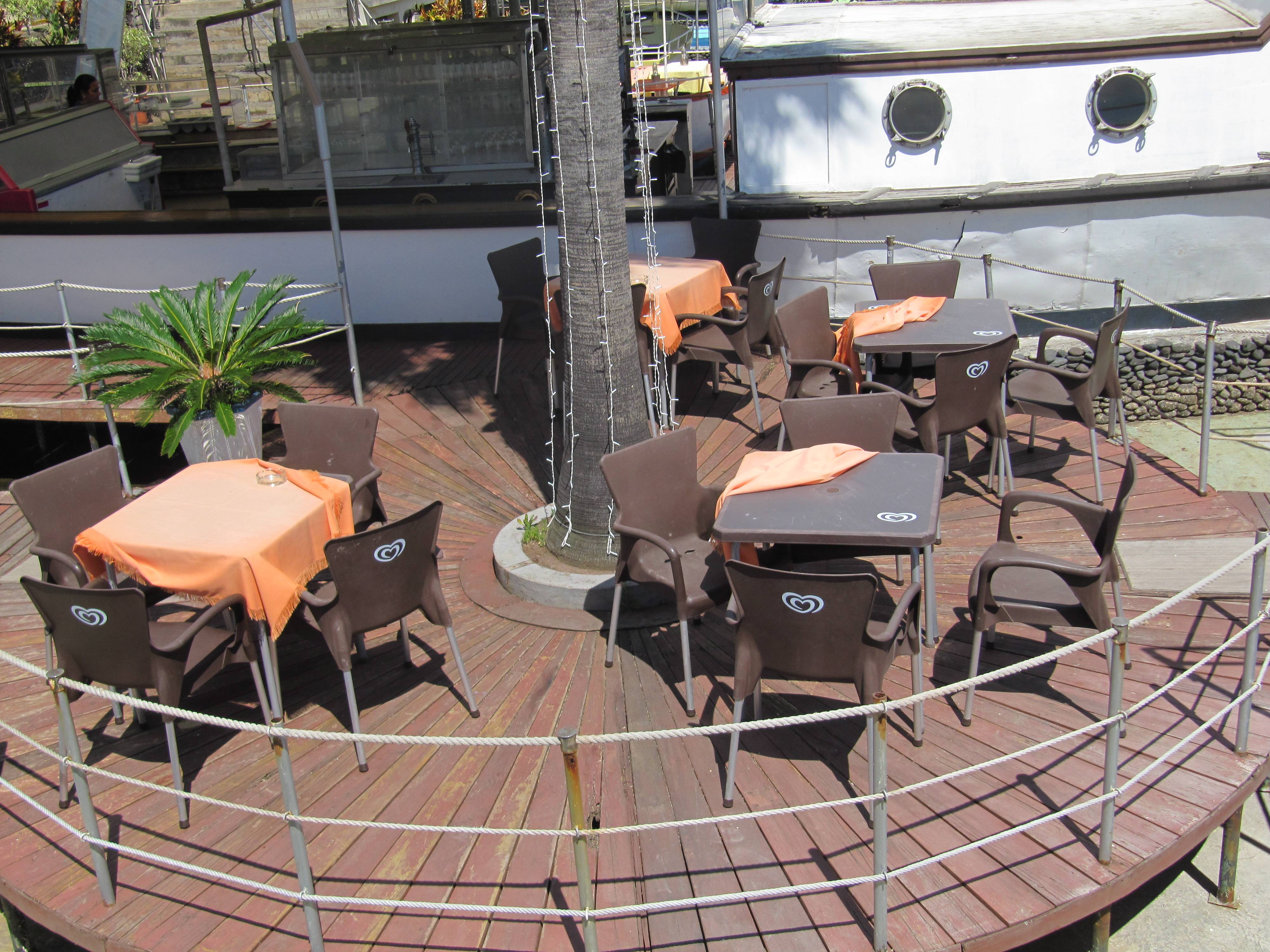
Mesas encontradas na mini marina do Vagrant